# Joaquim António de Aguiar
Joaquim António de Aguiar (24. srpna 1792 Coimbra – 26. května 1884 Lisabon) byl portugalský politik, třikrát premiér své země. Během portugalské konstituční monarchie zastával i řadu dalších významných politických funkcí jako vůdce hnutí cartistů a později strany Partido Regenerador. Portugalským premiérem byl v letech 1841 až 1842, v roce 1860 a nakonec v letech 1865 až 1868, kdy vstoupil do koalice s Partido Progressista.
Působil také jako ministr spravedlnosti během regentství Petra IV. a v této funkci vydal 30. května 1834 zákon, který zrušil „všechny kláštery, kláštery, koleje, hospice a jakékoli jiné domy pravidelných řeholních řádů“. Jejich rozsáhlé majetky převzal portugalský stát a začlenil jej do Fazenda Nacional (Národní pokladny). Tento zákon a jeho proticírkevní duch vynesly Joaquimu Antóniovi de Aguiar přezdívku O Mata-Frades (Mnichobijce).